# Necrópole medieval de Forcadas
A Necrópole medieval de Forcadas, ou Necrópole das Forcadas, está situada no lugar de Forcadas, freguesia de Matança, Município de Fornos de Algodres, datando do século VII ou VIII.
Inclui cerca de 25 sepulturas escavadas na rocha, não antropomórficas, de forma oval, rectangular e trapezoidal encontrando-se algumas delas geminadas. Seriam cobertas por lages de granito. Este tipo de sepulturas foi comum nesta região do século VI até ao século XIV, com maior relevo entre o século IX e o século XI.
Segundo alguns historiadores serão de origem visigótica. 

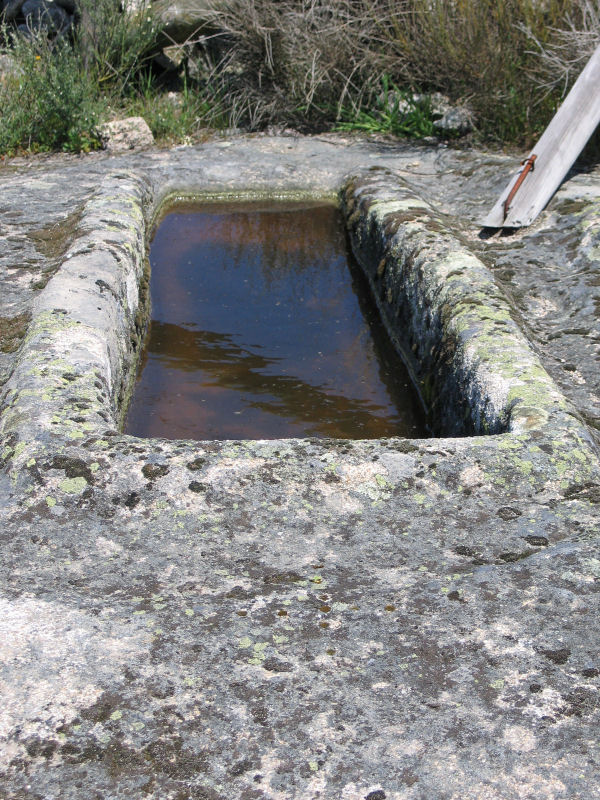
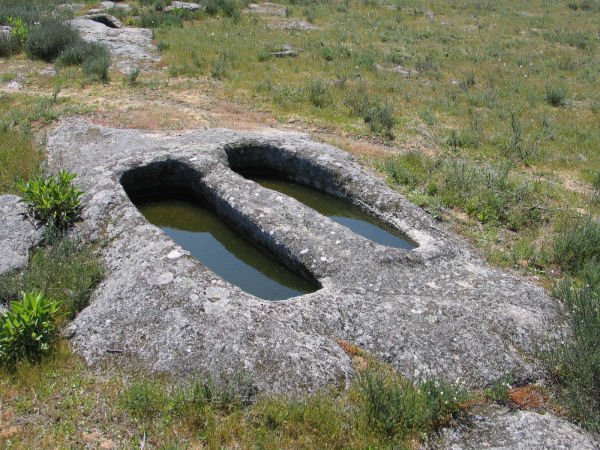
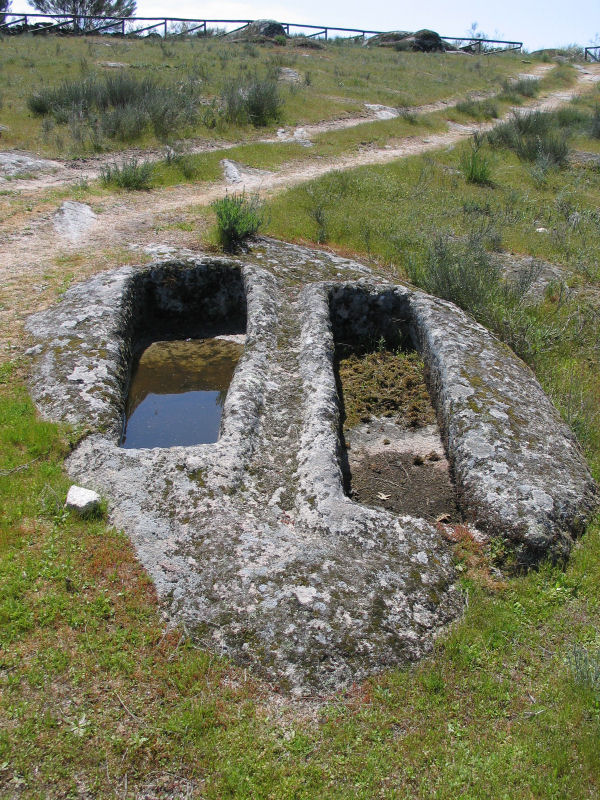